# Marquinhos (ur. 1982)
Marquinhos, właśc. Marcos Antônio Malachias Júnior (bułg. Маркош Антонио Малашиас Жуниор – Маркиньос, ur. 20 sierpnia 1982 w Campinas) – bułgarski piłkarz pochodzenia brazylijskiego grający na pozycji ofensywnego pomocnika.

## Kariera klubowa
Marquinhos urodził się w Brazylii. Karierę piłkarską rozpoczął w klubie CA Guaçuano. Grał w nim w latach 2004–2005 w Campeonato Paulista.
W 2006 roku Marquinhos wyjechał do Bułgarii i został zawodnikiem klubu Bełasica Petricz. W pierwszej lidze bułgarskiej zadebiutował 4 marca 2006 w zremisowanym 0:0 wyjazdowym meczu z Nafteksem Burgas. Swoją pierwszą bramkę w lidze Bułgarii zdobył 19 marca 2006 w spotkaniu z CSKA Sofia (2:2). W Bełasicy grał do lata 2007.
Latem 2007 Marquinhos zmienił zespół i podpisał kontrakt z CSKA Sofia, do którego przeszedł za 150 tysięcy euro. W CSKA zadebiutował 11 sierpnia 2007 w zremisowanym 1:1 wyjazdowym meczu z Liteksem Łowecz. 8 marca 2008 w spotkaniu z Belasicą (3:1) strzelił pierwszego gola dla CSKA. W 2008 roku wywalczył z CSKA mistrzostwo kraju oraz zdobył Superpuchar Bułgarii. Z kolei w 2011 roku zdobył Puchar Bułgarii.
Latem 2011 Marquinhos przeszedł do cypryjskiego Anorthosisu Famagusta. Zadebiutował w nim 27 sierpnia 2011 w wygranym 1:0 wyjazdowym meczu z Ethnikosem Achna. W 2012 roku grał najpierw w chińskim Changchun Yatai, a następnie trafił do Łokomotiwu Sofia. W sezonie 2014/2015 występował w CSKA Sofia, a w sezonie 2015/2016 – w Pirinie Błagojewgrad. W 2016 przeszedł do PFK Montana. Następnie występował w brazylijskich zespołach FC Cascavel oraz AA Caldense.
| Sezon   | Klub                 | Kraj     | Rozgrywki                    | Mecze | Bramki |
| ------- | -------------------- | -------- | ---------------------------- | ----- | ------ |
| 2004    | CA Guaçuano          | Brazylia | Campeonato Paulista Série A3 | ?     | ?      |
| 2005    | CA Guaçuano          | Brazylia | Campeonato Paulista Série A3 | ?     | ?      |
| 2005/06 | Bełasica Petricz     | Bułgaria | A PFG                        | 13    | 5      |
| 2006/07 | Bełasica Petricz     | Bułgaria | A PFG                        | 28    | 12     |
| 2007/08 | CSKA Sofia           | Bułgaria | A PFG                        | 25    | 1      |
| 2008/09 | CSKA Sofia           | Bułgaria | A PFG                        | 22    | 2      |
| 2009/10 | CSKA Sofia           | Bułgaria | A PFG                        | 13    | 4      |
| 2010/11 | CSKA Sofia           | Bułgaria | A PFG                        | 28    | 9      |
| 2011/12 | Anorthosis Famagusta | Cypr     | Protathlima A’ Kategorias    | 27    | 3      |
| 2012/13 | Changchun Yatai      | Chiny    | Chinese Super League         | 12    | 3      |
| 2012/13 | Łokomotiw Sofia      | Bułgaria | A PFG                        | 8     | 1      |
| 2013/14 | Łokomotiw Sofia      | Bułgaria | A PFG                        | 34    | 16     |
| 2014/15 | CSKA Sofia           | Bułgaria | A PFG                        | 24    | 3      |
| 2015/16 | Pirin Błagojewgrad   | Bułgaria | A PFG                        | 31    | 2      |
| 2016/17 | PFK Montana          | Bułgaria | A PFG                        | 15    | 1      |

## Kariera reprezentacyjna
W 2011 roku Marquinhos otrzymał bułgarskie obywatelstwo. 4 czerwca 2011 zadebiutował w reprezentacji, w zremisowanym 1:1 meczu eliminacji do Euro 2012 z Czarnogórą, rozegranym w Podgoricy.